# 1928 în film
- 1927 în cinematografie — 1928 în cinematografie — 1929 în cinematografie

## Filmele cu cele mai mari încasări
| #   | Titlu                 | Încasări |
| --- | --------------------- | -------- |
| 1.  | The Singing Fool      |          |
| 2.  | Lights of New York    |          |
| 3.  | Street Angel          |          |
| 4.  | West of Zanzibar      |          |
| 5.  | Four Sons             |          |
| 6.  | Noah's Ark            |          |
| 7.  | The Red Dance         |          |
| 8.  | The Terror            |          |
| 9.  | While the City Sleeps |          |
| 10. | Laugh, Clown, Laugh   |          |
| 11. | The Road to Ruin      |          |
| 12. | The Big City          |          |
| 13. | Sadie Thompson        |          |
| 14. | A Woman of Affairs    |          |
| 15. | The Mysterious Lady   |          |
| 16. | The Divine Woman      |          |

## Premii

### Oscar
- Cel mai bun film:
- Cel mai bun regizor:
- Cel mai bun actor:
- Cea mai bună actriță:
- Cel mai bun film străin:

Articol detaliat: Oscar 1928